# Joyas de la Corona de Prusia

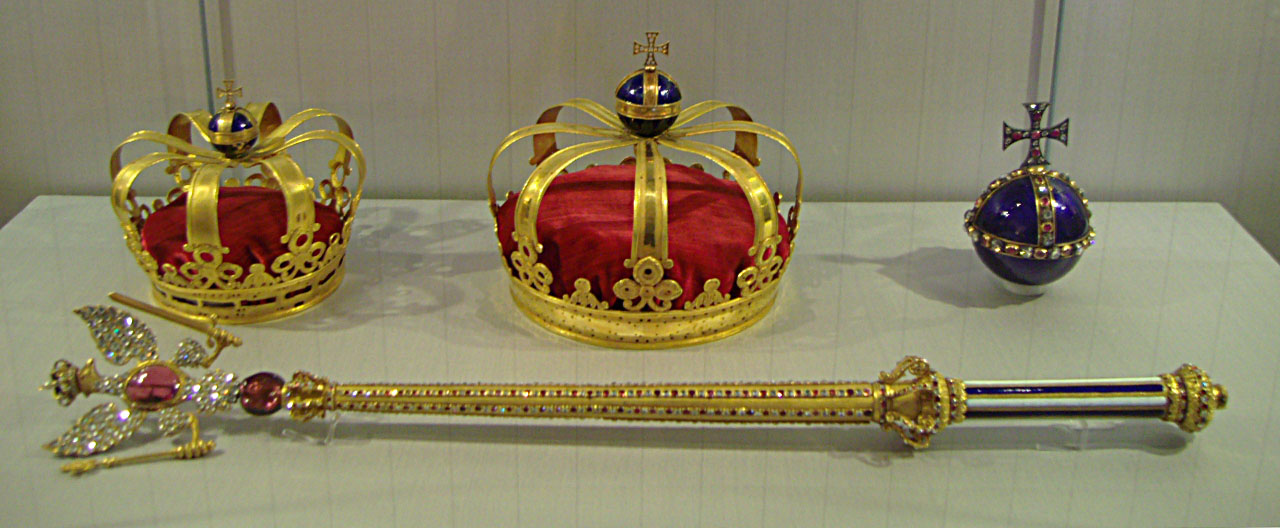
Joyas de la Corona de Prusia, en el Palacio de Charlottenburg.

Las joyas de la Corona de Prusia (en alemán: Preußischen Kronjuwelen), son las insignias reales, consistentes en dos coronas, un orbe y un cetro, usados durante la coronación de los monarcas de Prusia de la Casa de Hohenzollern. Después de que el rey de Prusia se convirtiera en emperador de Alemania, estableciendo el Imperio alemán el 18 de enero de 1871, el título de rey de Prusia se siguió usando, pero como un título de menor importancia en comparación al nuevo título de emperador de Alemania. Así mismo las joyas de la Corona de Prusia pasaron a formar parte de las joyas de la Corona Imperial de Alemania.
A diferencia de las joyas de la corona de otros monarcas de Europa, ricamente decoradas, las joyas de la Corona de Prusia son consideradas como posesiones espartanas (posesiones austeras).

## Descripción
Las joyas incluyen:
- La corona de Federico I de 1701. Elaborada para la coronación del príncipe elector de Brandeburgo y duque de Prusia como rey de Prusia, llevada a cabo en Königsberg en 1701. La corona no posee ninguna joya, ya que eran colocadas solo en ocasiones especiales, de esta forma las joyas podían ser utilizadas en otros lugares. Parte de las joyas fueron utilizadas para la corona de Guillermo II.

- La corona de la reina o corona de Sofía Carlota de 1701. Creada para la esposa de Federico I en la coronación de 1701.

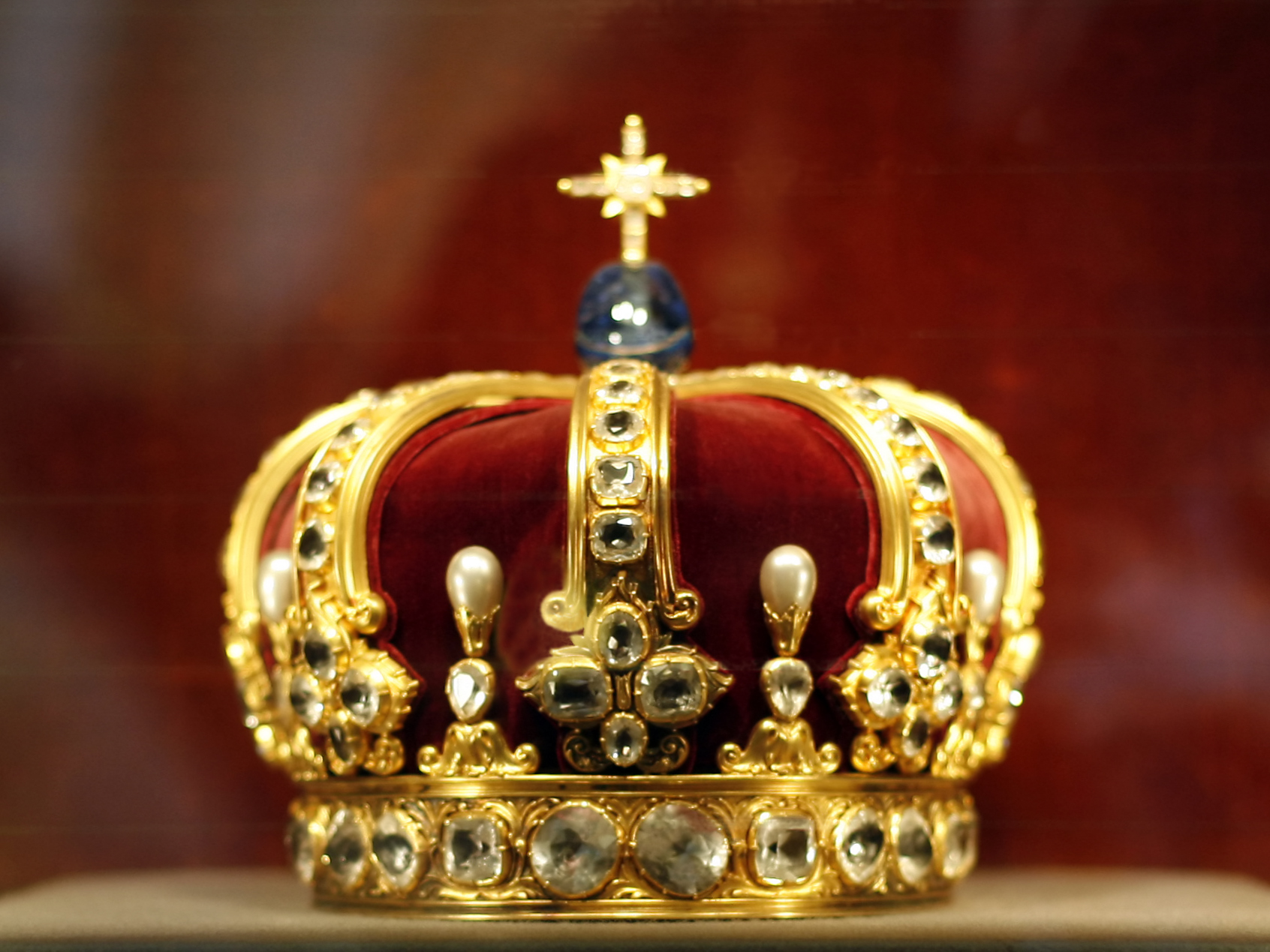
Corona de Guillermo II, en el Castillo de Hohenzollern.

- La corona de Guillermo II o la corona de Hohenzollern. Construida en 1889 para la coronación del emperador Guillermo II de Alemania como rey de Prusia. No es una corona imperial, solo fue construida para celebrar el título de rey de Prusia.

- El cetro de Federico I. Creado para la coronación de 1701, está hecho de oro con piedras preciosas y en su extremo posee un águila prusiana de diamantes con un gran rubí en el centro.

- El orbe de Federico I. Elaborado para la coronación de 1701, está hecho con lapislázuli y dividido por dos bandas de oro (una horizontal y otra vertical) alternado de diamantes con rubíes, en la parte superior una cruz de plata también con diamantes y rubíes.

- El sello real de Federico I de Prusia.

- La espada de Federico I o la espada imperial.

- El sombrero electoral original del Electorado de Brandeburgo utilizado antes de la elevación de Prusia al rango de reino, de terciopelo y las colas de armiño con el respaldo de algunas perlas y otro sombrero electoral de Brandenburgo del gran elector con cuatro correas de cuentas.

- El cetro del Electorado de Brandeburgo. El mando personal, similar a la de muchos comandantes militares de la época.

- Los  cadáveres (estructura metálica) de las coronas de Guillermo I y la reina Augusta de 1861.

## Historia
Después de la abdicación de la Casa de Hohenzollern al Imperio Alemán, las joyas de la Corona de Prusia quedaron en manos de la familia y se exhibieron por primera vez en el Schloss Monbijou en 1927, mientras el Káiser estaba en exilio en los Países Bajos.
Durante la Segunda Guerra Mundial fueron evacuadas, primero a Königsberg en 1944 y luego a Turingia, donde fueron encontradas por las fuerzas de ocupación estadounidenses con otros bienes de valor, que luego fueron devueltos a la familia Hohenzollern. La corona de Guillermo II, que desapareció misteriosamente, fue encontrada en la pared de una cripta de la iglesia del pueblo de Westfalia (Kleinenbremen) cerca de Minden y fue devuelta a la familia. Algunas de las joyas de la Corona de Prusia y Alemania aún permanecen desaparecidas pero las joyas sobrevivientes están expuestas en el Palacio de Charlottenburg, solo la corona de Guillermo II está expuesta en el Castillo de Hohenzollern.

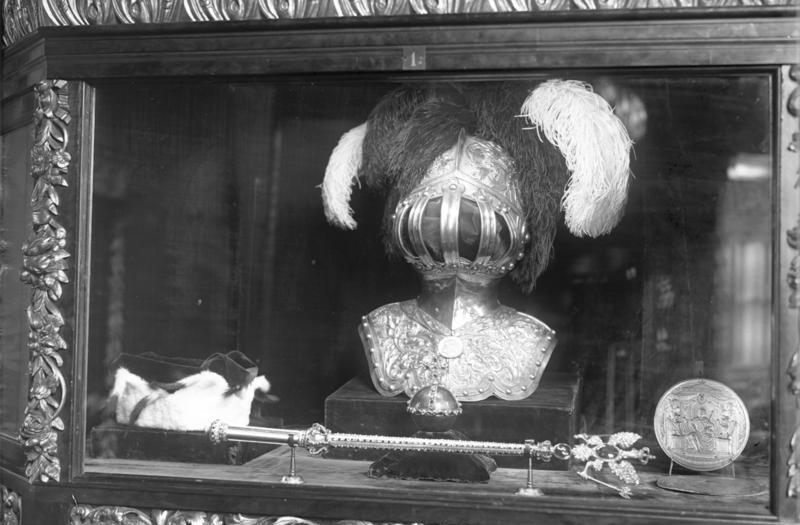
Exposición de las insignias de la Corona Prusiana (1932).
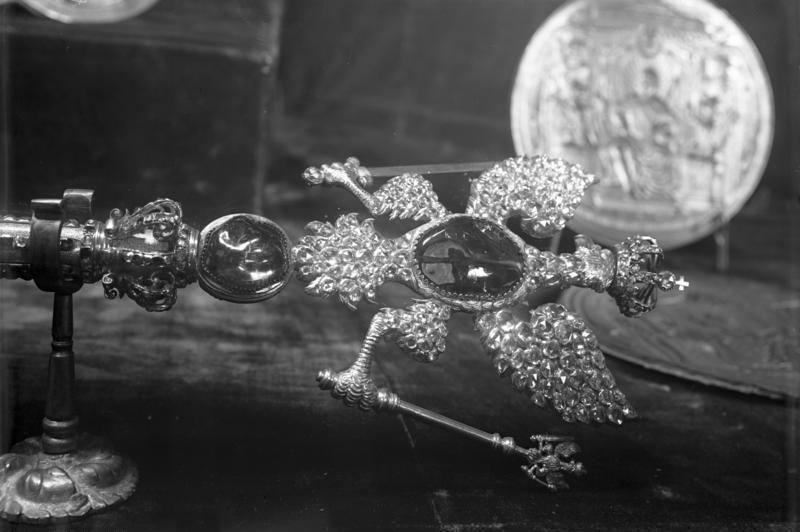
Cetro de Federico I (1932).
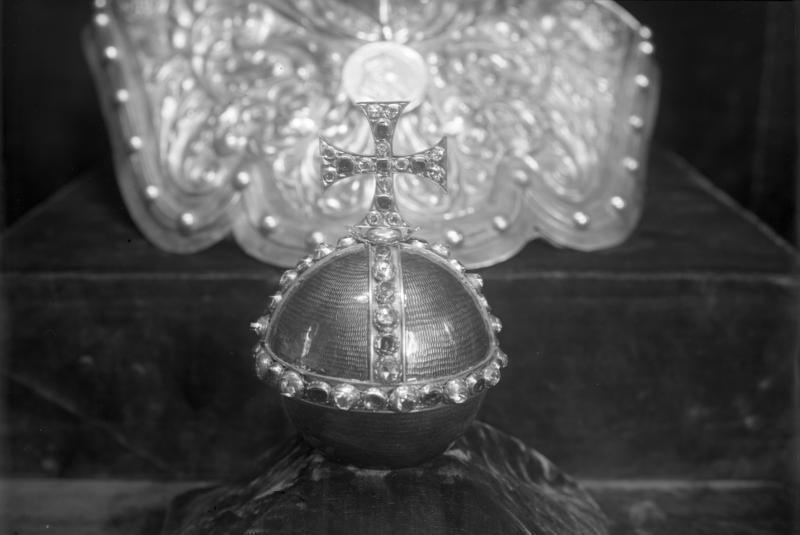
Orbe de Federico I (1932).
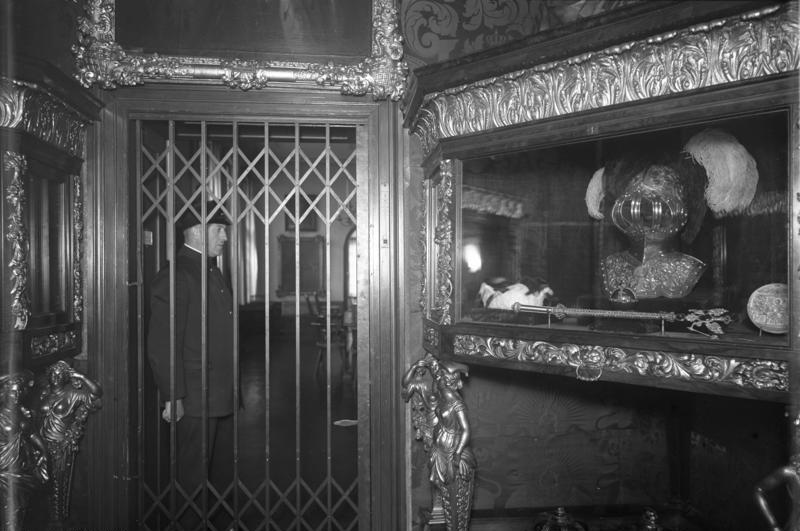
Exposición de las insignias de la Corona Prusiana (1932).